# オンス島
オンス島（ガリシア語: Illa de Ons, スペイン語: Isla de Ons）は、スペイン・ガリシア州ポンテベドラ県沖合（大西洋）に浮かぶオンス諸島の主島（有人島）。2013年の人口は81人。行政区分としてはコマルカ・ド・モラソのブエウに属している。

## 地理
オンス諸島は面積4.14km2のオンス島、面積0.32 km2のオンサ島 (Onza)を含む2つの島と7つの岩礁からなる。オンス島は南北に長く、全長は約6km、周囲長は17.6kmである。オンス島の最高峰は標高128mのクコルノ山である。
ガリシア州には湾が奥深くまで入り組んだリアス式海岸が形成されており、それぞれの湾はリア（入江）と呼ばれる。オンス島は沿岸にポンテベドラなどがあるリア・デ・ポンテベドラの入口に位置しており、スペイン本土からはサンシェンショのポルトノボ (スペイン)村、サンシェンショ、マリン、カンガスのアルダーン(英語版)村からオンス島に向かう定期船が就航している。オンス島から15km南、リア・デ・ビーゴの入口には美しい海岸で有名なシエス諸島がある。オンス島から12km北北西、リア・デ・アロウサの入口にはサルボラ島がある。

## 人口
| オンス島の人口推移 1900－2013                           |
|                                                         |
| 出典:INE（スペイン国立統計局）1900年 - 1991年、1996年 - |

## 自然
2001年、欧州連合(EU)はオンス島を鳥類特別保護地域(SPA)に指定した。2002年、オンス島はシエス諸島などポンテベドラ県の他の大西洋岸部とともに、ガリシア大西洋諸島国立公園に登録された。

## ギャラリー

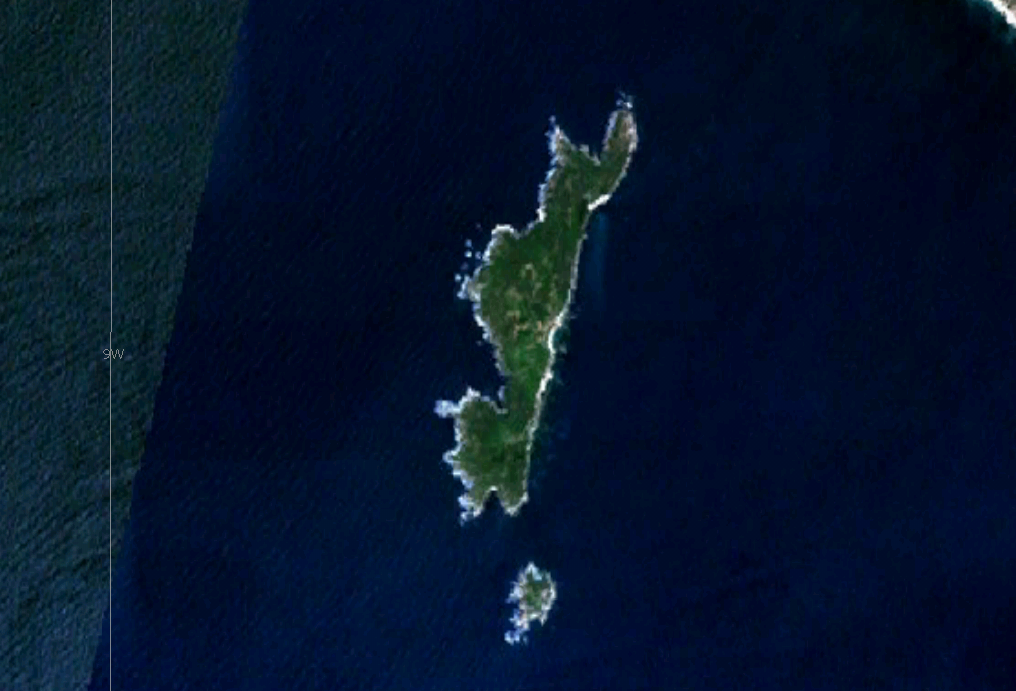
オンス島とオンサ島（下）
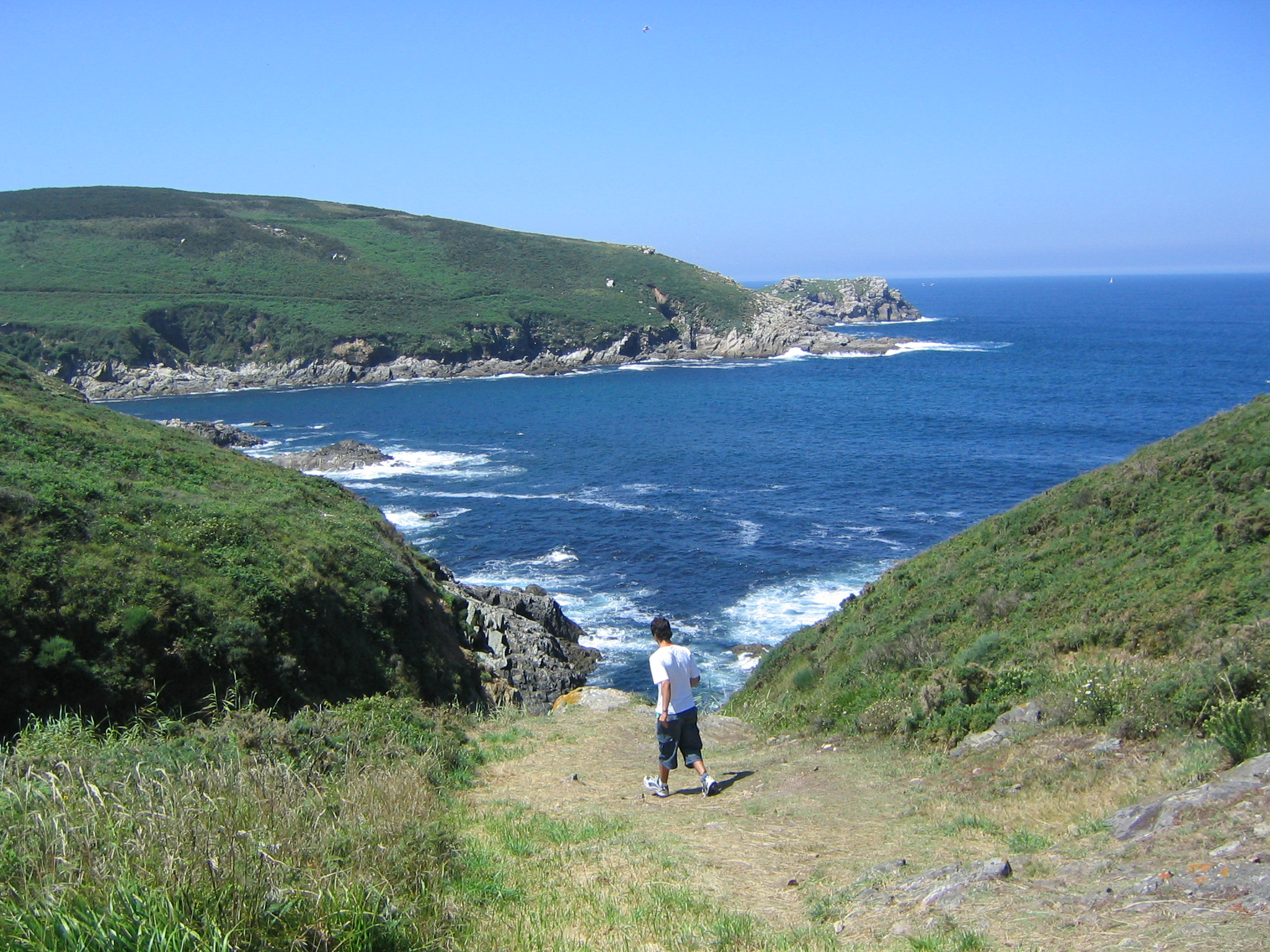
オンス島の風景
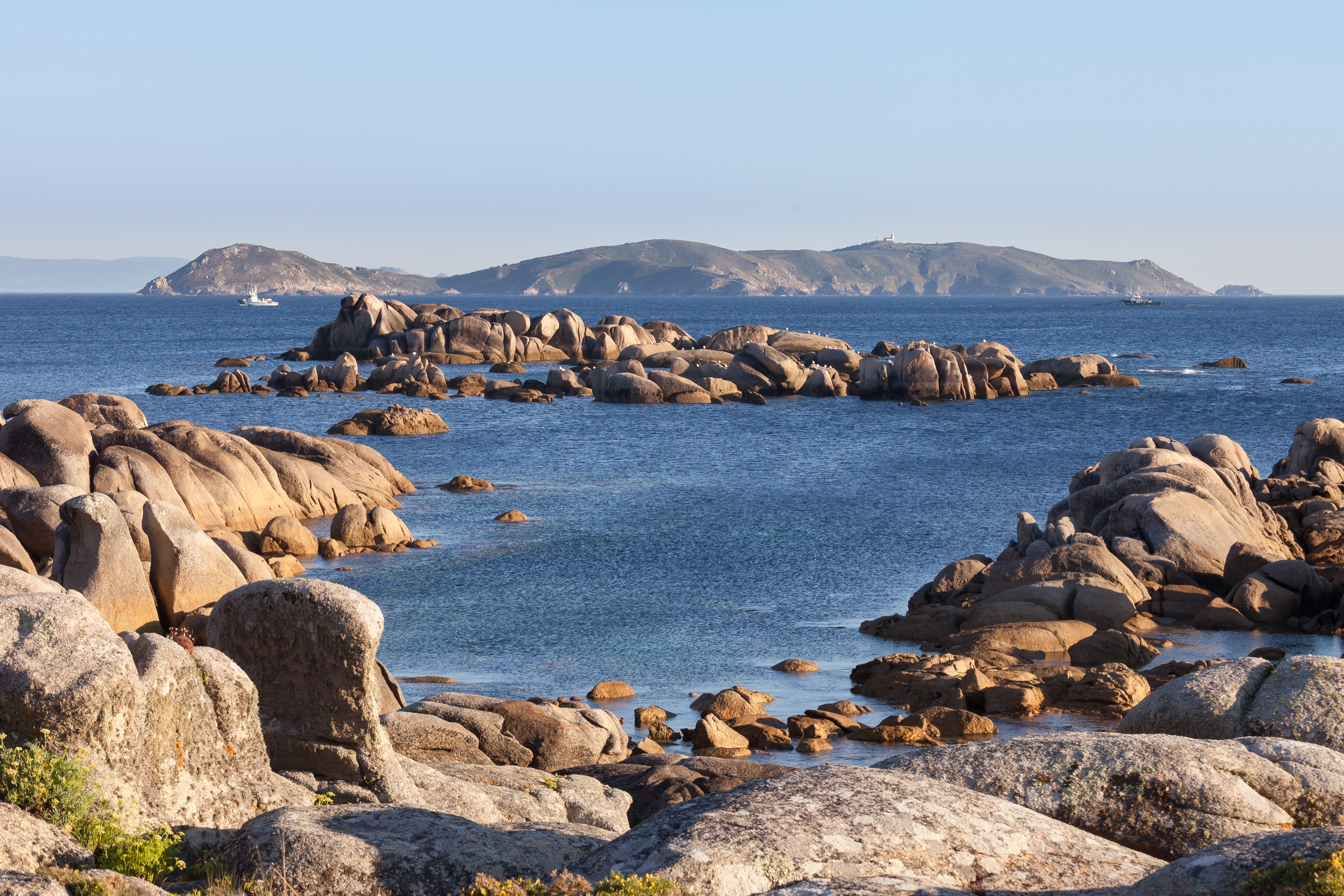
スペイン本土から見たオンス島
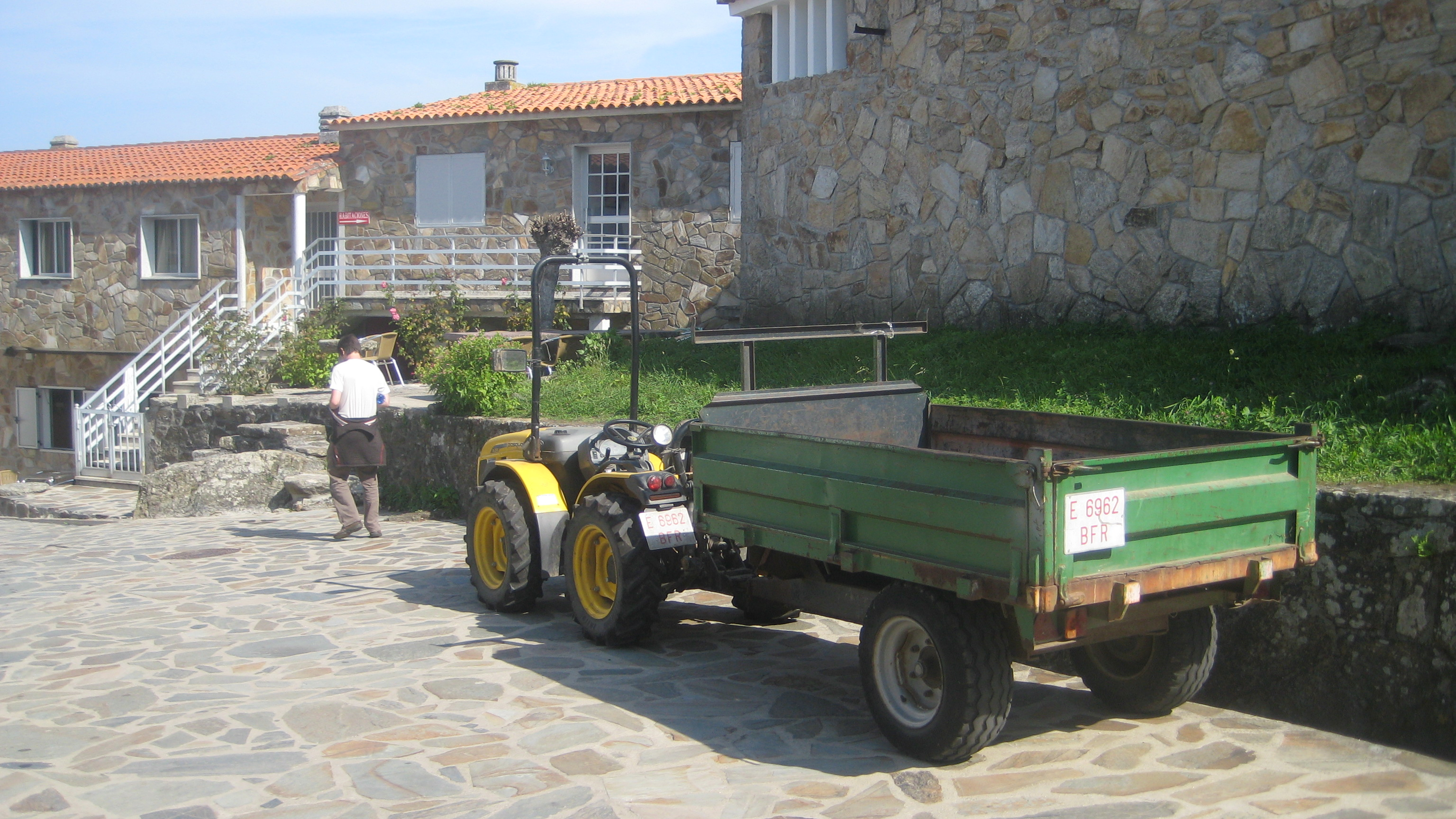
オンス島の町並み
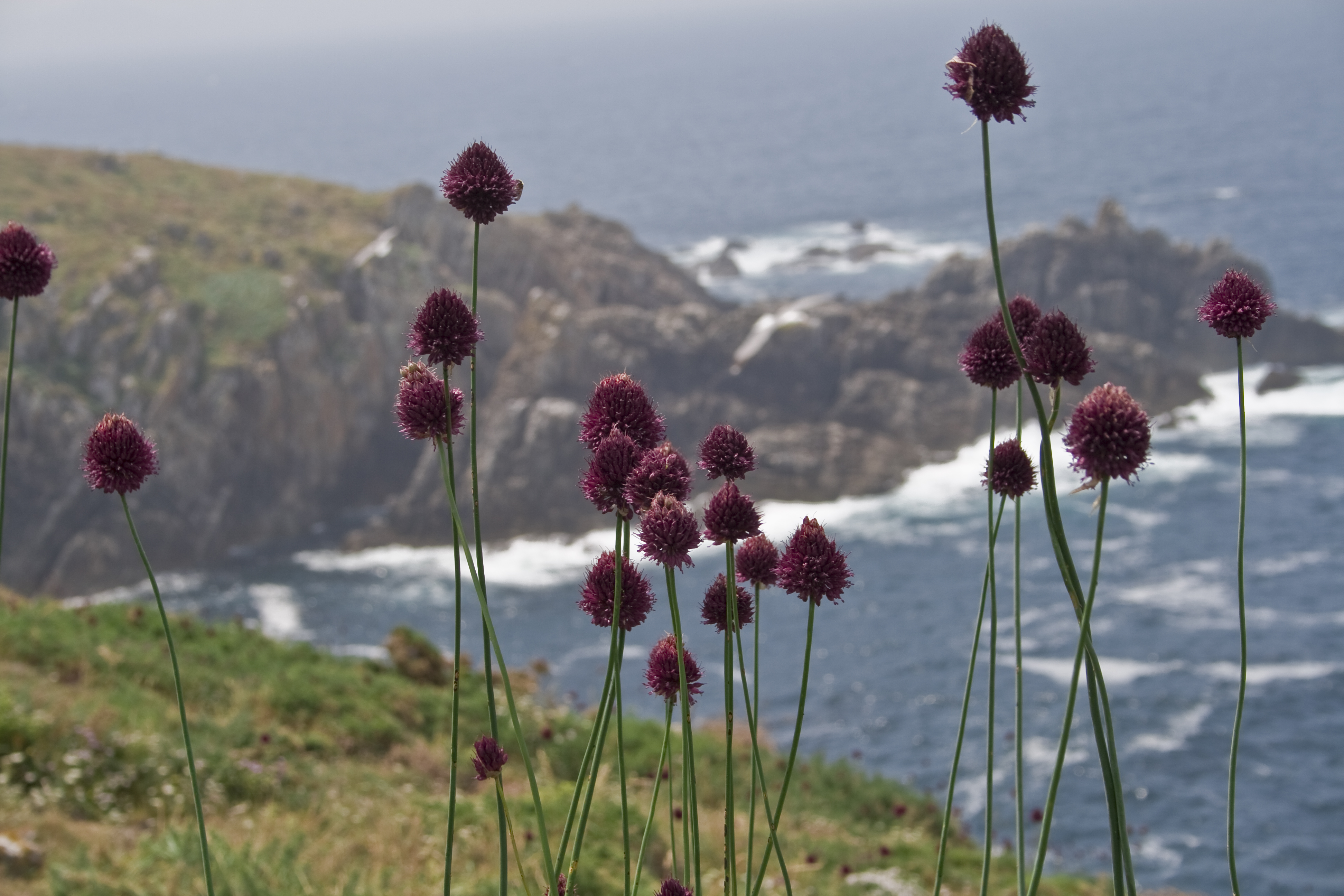
オンス島の植物
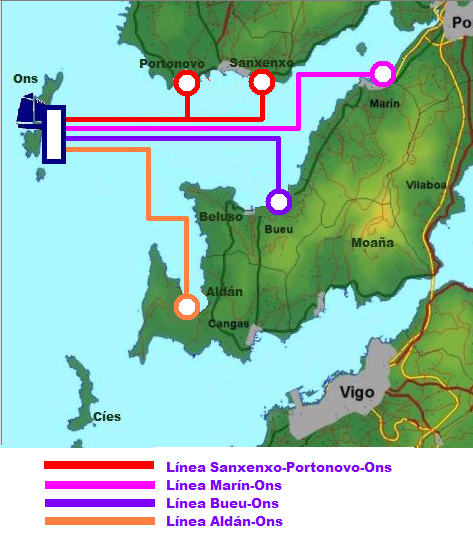
オンス島に向かう渡航場